# Vive le rock (film)
Shake, Rattle & Rock!
Pour le téléfilm de 1994, voir Shake, Rattle and Rock!.
Pour plus de détails, voir Fiche technique et Distribution.
Vive le rock (Shake, Rattle & Rock!) est un film musical et une comédie dramatique de 1956 réalisé par Edward L. Cahn pour American International Pictures. Il est initialement publié en double programme avec Runaway Daughters de Cahn. Le film vaut surtout pour les prestations de vedettes du rock 'n' roll ou du rhythm and blues, dont Fats Domino et Big Joe Turner.
Le titre du film est inspiré de celui de la chanson de Big Joe Turner de 1954, Shake, Rattle and Roll, popularisée par Bill Haley.
Un quasi-remake, également intitulé Shake, Rattle and Rock!, est diffusé à la télévision en 1994.

## Synopsis
Un groupe d'adultes tente d'empêcher le disc jockey Gary Nelson d'ouvrir un club dédié au rock 'n' roll, pensant que cette musique favorise la délinquance juvénile. Nelson tente de défendre le rock dans un procès télévisé, avec l'aide d'amis musiciens tels que Fats Domino et Tommy Charles.

## Fiche technique
- Titre original : Shake, Rattle & Rock!
- Titre français : Vive le rock
- Réalisateur : Edward L. Cahn
- Scénario : Lou Rusoff
- Directeur de la photographie : Frederick E. West
- Musique : Alexander Courage
- Son : Harold Hanks
- Script : Judith Hart
- Costumes : Marjorie Corso
- Assistant réalisateur : Bartlett A. Carre
- Pays :  États-Unis
- Langue : anglais
- Genre : film musical, comédie dramatique
- Production : Samuel Z. Arkoff, Alex Gordon, James H. Nicholson
- Société de production : Sunset Productions
- Distribution : American International Pictures
- Durée : 72 minutes
- Format : noir et blanc - 1,37:1 - mono - 35 mm
- Date de sortie : États-Unis : novembre 1956

## Distribution
- Mike Connors (crédité comme « Touch Connors ») : Garry Nelson, le disc jokey
- Lisa Gaye : June Fitzdingle
- Sterling Holloway : Albert "Axe" McAllister
- Douglass Dumbrille : Eustace Fentwick III
- Raymond Hatton : Horace Fitzdingle
- Margaret Dumont : Georgianna Fitzdingle
- Percy Helton : Hiram, l'entrepreneur de pompes funèbres
- Paul Dubov : Bugsy Smith
- Eddie Kafafian : Nick
- Charles Evans : Bill Bentley
- Clarence Kolb : le juge McCombs
- Fats Domino : lui-même
- Tommy Charles : lui-même
- Jimmy Pickford : Eddie
- Leon Tyler : Aloysius Pentigrouch
- Pat Gregory : Pat
- Rosie et Carlos, les gagnants du concours de danse
- Annitta Ray : Annita, chanteuse adolescente dans les bidonvilles
- Giovanna Fiorino : Helen
- Frank Jenks : Frank, directeur des programmes TV
- Joe Devlin : officier de voiture de patrouille
- Pierre Watkin : Armstrong, éditeur
- Nancy Kilgas : Nancy
- Choker Campbell (saxophoniste) : lui-même
- Big Joe Turner : lui-même

## Production
Le tournage commence le 23 juillet 1956. C'est le premier d'une série de films pour Sunset Productions, distribués par AIP,.
Shake, Rattle & Rock! fait partie d'une série de films pour adolescents parus en 1956 et les années suivantes, intégrant chacun des prestations de plusieurs stars du rock 'n' roll, parmi lesquels on compte Rock and Roll (Rock Around the Clock), Rock, Rock, Rock!, La Blonde et moi (The Girl Can't Help It), Don't Knock the Rock, Rock Pretty Baby, The Big Beat, Le Rock du bagne (Jailhouse Rock), Bagarres au King Créole (King Creole), etc.

## Bande originale
- Fats Domino - I'm in Love Again (Antoine Domino, David Bartholomew)
- Fats Domino - Honey Chile (Domino, Bartholomew)
- Fats Domino - Ain't That a Shame (Domino, Bartholomew)
- Big Joe Turner - Feelin' Happy (Joe Turner)
- Big Joe Turner - Lipstick, Powder & Paint (Charles F. Calhoun)
- Big Joe Turner - The Choker (Turner)
- Big Joe Turner - Rock, Rock, Rock (Turner)
- Tommy Charles - Sweet Love on My Mind (Wayne Walker)
- Annitta Ray - Rockin' on Saturday Night* (George Matola, Johnny Lehmann)

*L'orchestre qui accompagne la chanteuse et actrice Annitta Ray est conduit par le trompettiste Ray Anthony.

## Accueil critique
AllMovie attribue une note de 2 étoiles au film. Un critique de Cinemania reproche aux acteurs « la façon dont ils mâchent les scènes ».